# Nicolas Huysman
Nicolas Huysman, né le 9 février 1968 à Malo-les-Bains, est un footballeur français devenu entraîneur et directeur sportif.
Son fils, Jérémy Huysman, est également footballeur, à l'USL Dunkerque.

## Biographie
En mars 1985, il fait partie de l'équipe de France juniors A2, aux côtés d'Alain Roche, William Prunier et Frédéric Meyrieu.
En dix-huit ans de carrière professionnelle, Nicolas Huysman dispute 537 matches de championnat de France (D1, D2) comme milieu de terrain. Il participe notamment à 285 matches de première division (pour 39 buts), en neuf saisons au FC Metz, au SM Caen puis au Havre AC.
En 2002, il devient l'entraîneur de l'USL Dunkerque, son club formateur retombé au niveau amateur. Il fait monter le club à deux reprises en CFA. En mars 2010, il prend du recul et laisse le poste d'entraîneur à Ludovic Pollet son adjoint. Il devient directeur général, en février 2012 il reprend l'équipe première pour les 18 derniers matchs, Sans connaître la défaite et finira aux portes de la montée. Pour la saison 2012/13 il fait venir Fabien Mercadal d'Amiens au poste d'entraîneur et reprend le poste de manager général et la responsabilité de la formation du club et le coaching de l'équipe réserve.
Le terrain de football de Coudekerque porte son nom.
En juillet 2016, il quitte Dunkerque après 14 ans passés au club, pour la Belgique et le Royal Francs Borains, club qu'il fait monter en D2 amateur à l'issue de la saison 2017/2018.
La saison suivante il amène le club au tour final et sera battu en finale.
En juillet 2019, il s'engage à la Jeunesse d'Esch (Luxembourg). Il réussit un parcours honorable en Coupe d'Europe, avec une victoire face au FK Tobol (Kazahhstan), avant d'être éliminé face au Vitória Guimaraes (Portugal). Malgré un début de saison très prometteur, il est démis de ses fonctions fin novembre.
Le 25 novembre 2022, Nicolas Huysman est nommé entraîneur du FC Balagne, club évoluant dans le groupe Corse Méditerranée de National 3.

## Palmarès

### Entraîneur
- Montée en CFA (quatrième division) en 2004 et 2007 avec l'USL Dunkerque
- Montée en D2 amateur (quatrième division) en 2018 avec le Royal Francs-Borains